# Ardonea tenebrosa
Ardonea tenebrosa är en fjärilsart som beskrevs av Walker 1864. Ardonea tenebrosa ingår i släktet Ardonea och familjen björnspinnare. Inga underarter finns listade i Catalogue of Life.